# Shewanella amazonensis
Shewanella amazonensis es una bacteria anaeróbica del género Shewanella la cual ha sido aislada de sedimentos de agua superficial del río Amazonas. La tensión SB2B de Shewanella amazonensis produce hentriacontanonaene.